# Osmia sedula
Osmia sedula är en biart som beskrevs av Sandhouse 1924. Osmia sedula ingår i släktet murarbin, och familjen buksamlarbin. Inga underarter finns listade i Catalogue of Life.